# I Wanna Be Your Boyfriend
I Wanna Be Your Boyfriend è un singolo della band punk Ramones. 
È stato pubblicato nell'album Ramones del 1976.
Si tratta di una canzone d'amore ed è la prima canzone pop punk della band.
Secondo Dee Dee Ramone i Ramones potevano guadagnare un milione di dollari grazie a questa canzone:
(Dee Dee Ramone)
Per AllMusic la canzone "funziona" all'interno dell'album Ramones, perché dona alla band un senso d'immaturità che ben si conciliava con l'immagine del gruppo a quel tempo.
Il brano fa parte della colonna sonora del film del 2019 Spider-Man: Far from Home.

## Formazione
- Joey Ramone - voce
- Johnny Ramone - chitarra
- Dee Dee Ramone - basso
- Tommy Ramone - batteria

## Cover
È stata reinterpretata da Per Gessle nel 2002 nell'album tributo ai Ramones The Song Ramones the Same, dai Screeching Weasel nell'album cover Ramones del primo album della band ed in Beat Is on the Brat e da Pete Yorn nell'album tributo alla band We're a Happy Family.
Pete Yorn, nel 2004, cantò questa ed altre canzoni della band ( insieme a Steve Jones dei Sex Pistols, Henry Rollins dei Black Flag Tim Armstrong dei Rancid, i Red Hot Chili Peppers ed altri ancora ) durante un concerto tributo ai Ramones per il trentesimo anniversario della fondazione del gruppo, che venne poi immortalato nel film-documentario Too Tough to Die: a Tribute to Johnny Ramone.